# Plataners de la riera d'Alella

## Descripció
Conjunt d' arbres utilitzats com a ornamentals i, col·locats en renglera a banda i banda de la carretera d'Alella o carrer Amadeu, per tal de proporcionar ombra al carrer durant els mesos d'estiu. Es tracta d'un arbre caducifoli, corpulent i amb una capçada arrodonia, molt ampla. El tronc és recte, amb l' escorça prima de tons verds grisosos que forma petites plaques irregulars que acostumen a caure durant tot l'any. Els fruits són petits i nombrosos, agrupats de dos en dos, en forma de boles d'uns 4 cm. de diàmetre. Floreixen a principis de la primavera i fructifiquen a finals d'estiu. Les fulles són grans, de tres a cinc lòbuls dentats. Del pecíol llarg i en forma de pita, surten tres nervis principals.
En conjunt, mesuren entre 15 i 25 metres d'alçada total, 1,20m aproximadament de volt de canó i 1,50 m de volt de la soca. L'amplada de capçada pot arribar a 13 metres.